# Altorjai László Attila
Altorjai László Attila névvariáns: Altorjay (1957. február 7. –) magyar színész.

## Életpályája
Marosvásárhelyen, a Színművészeti Főiskolán színészként diplomázott 1982-ben. Pályáját a Nagyváradi Állami Színházban kezdte. 1988-tól Magyarországon él. Itt először a Miskolci Nemzeti Színházban töltött egy évadot. 1989-től a győri Kisfaludy Színházhoz szerződött. 1993-tól az egri Gárdonyi Géza Színház tagja volt. 1999-től szabadfoglalkozású színművész.

## Fontosabb színházi szerepei
- William Shakespeare: Szentivánéji álom... Lysander
- William Shakespeare: Ahogy tetszik... Gérard
- Alekszandr Nyikolajevics Osztrovszkij: Vihar... Kuligin
- Mihail Afanaszjevics Bulgakov: Ádám és Éva... Ádám Kraszovszkij
- Friedrich Schiller: Ármány és szerelem... A kancellár komornyikja
- Jean-Paul Sartre: Piszkos kezek... Louis
- Jean-Paul Sartre: A legyek... Oresztész
- Ion Luca Caragiale: Az elveszett levél... Farfuridi
- Robert Thomas - Aldobolyi Nagy György - Szenes Iván: Charley nénje... Charley
- Eduardo De Filippo: Nápolyi álmok... Rendőrőrmester
- Trevor Griffiths: Komédiások... George McBrain
- Jaroslav Hašek: Svejk a hátországban... Szlavik
- Lionel Bart: Oliver... Bill Sikes
- Bornemisza Péter: Magyar Elektra... Oresztész
- Szomory Dezső: Hagyd a nagypapát!... Raády Gida
- Remenyik Zsigmond: Az atyai ház... Gyurka
- Móricz Zsigmond - Kocsák Tibor - Miklós Tibor: Légy jó mindhalálig... Valkay tanár úr
- Márai Sándor: A kassai polgárok... Timót
- Németh László: Széchenyi... Zichy Géza
- Örkény István: Tóték... A lajt tulajdonosa
- Sütő András: Káin és Ábel... Káin
- Háy Gyula: A ló... Thallus, szenátor
- Békés Pál: New-Buda... Keokuk
- Csemer Géza - Szakcsi Lakatos Béla: Piros karaván... Káló, bandavezér; Barkó, bandatag
- Bajor Andor: Szürke délután... Kovács
- Nagy András: A csábítás naplója... Johannes
- Kálmán Imre: Csárdáskirálynő... Ferdinánd főherceg
- Lehár Ferenc: Luxemburg grófja... Lord Winchester
- Grimm fivérek: Rigócsőr király... Kelemen király

## Filmek, tv
- Az álommenedzser (1994)... Balázs Pál